# Дупленская
Дупленская — станция в Коченёвском районе Новосибирской области России. Административный центр Дупленского сельсовета. 

## География
Площадь станции — 400 гектар.

## Население
| 2002 | 2007  | 2010  |
| ---- | ----- | ----- |
| 1241 | ↗1265 | ↘1025 |

## Инфраструктура
На станции по данным на 2007 год функционируют 1 учреждение здравоохранения и 1 учреждение образования.

## Известные уроженцы
- Дергач, Алексей Николаевич (1916—1983) — советский лётчик-ас, полковник, Герой Советского Союза.